# Pénétrante de Ghazaouet
La pénétrante de Ghazaouet est une autoroute de 41 km, en construction en Algérie.

## Projet
La pénétrante de Ghazaouet fait partie des projets de pénétrantes autoroutières devant relier l'Autoroute Est-Ouest à plusieurs villes portuaires. Celle de Ghazaouet qui a été annoncée en 2005 doit relier l'Autoroute Est-Ouest depuis la daïra de Maghnia à travers les massif des Traras.
Cette autoroute longue de 41 km traverse la partie nord de la wilaya de Tlemcen. Un profil en 2x2 voies puis 2x3 voies et un long tunnel de 5 km.

## Travaux
Les études ont été réalisées par le bureau d'étude algérien SAETI.
Un premier lot de 13 km entre le port de Ghazaouet et El Assa dans la commune de Nedroma.
Il a été attribué en gré à gré au groupement sino-algérien en août 2014.
La pose de la première pierre du projet a été effectuée par le ministre des travaux publics Abdelkader Kadi le 21 septembre 2014.